# BTSE
BTSE는 암호화폐 거래 플랫폼이자 여러 디지털 자산에 대한 현물 및 선물 거래를 제공하는 분석 회사이다. 이 플랫폼은 법정화폐 대 암호화폐 교환으로 운영되며 8개의 서로 다른 법정화폐로 6개의 암호화폐 거래를 지원한다. 또한 BTSE는 분석 기능을 활용하여 비트코인 및 암호화폐 기술을 활용하는 금융 상품 및 서비스를 개발한다.
BTSE는 기술, 거래 및 금융 서비스 분야에서 광범위한 경험을 가진 팀에 의해 설립되었다. 더 빠르고 효율적인 교차 교환 거래를 가능하게 하는 연합 비트코인 사이드체인인 Blockstream의 Liquid Network의 구성원이다.
또한 2020년에 BTSE는 Liquid Network에서 출시된 BTSE라는 기본 토큰을 출시했다.